# 제안공 (왕서)
제안공 왕서(齊安公 王偦, ? ~ 1131년 음력 2월 14일)는 고려의 왕족이다. 숙종과 명의왕후의 여섯째 아들이다. 제안후(齊安侯)라고도 한다.

## 생애

### 가계
언제 태어났는지는 분명하지 않으며, 고려의 제15대 왕 숙종과 그 명의왕후의 여섯째 아들이다. 성은 왕, 이름은 서(偦), 본관은 개성이다. 예종 등의 친동생이며, 순종과 선종 등의 친조카이다. 인종에게는 숙부가 된다.
왕서의 모후 명의왕후는 숙종의 유일한 부인으로, 문하시중을 지낸 정주 유씨 유홍의 딸이다. 당시 왕비들이 대개 인천 이씨 출신이던 때에 태조의 신혜왕후, 정덕왕후에 이어 오랜만에 탄생한 정주(지금의 경기도 개풍군) 출신의 왕비이다.

### 왕자 시절
1103년(숙종 8년) 정식으로 이름을 받고 예물을 하사받았다. 이후 1106년(예종 원년) 음력 2월 2일 익성치리공신 개부의동삼사 검교상서령 수사공 상주국의 관직을 받고 제안후(齊安侯)에 봉해졌으며, 이때 식읍 2,000호와 식실 200호를 함께 하사받았다. 1108년(예종 3년) 음력 4월 9일에는 예종의 명으로 여진과의 전쟁에서 승리를 하고 개선한 윤관, 오연총 등을 개경 동쪽의 근교로 나가 맞이하고, 이들을 위로하는 연회를 베풀었다.
한편 왕서는 이후에도 계속해서 관직을 수여받았는데, 1110년(예종 5년) 음력 12월에 봉화공신 수사도의 관작과 식읍 3,500호를, 1114년(예종 9년) 음력 12월 16일에는 동덕공신 검교태보 수태위의 관직과 식읍 3,000호 및 식실 250호를, 바로 한달 후인 1115년(예종 10년) 음력 1월 17일에는 익성치리봉화공신 검교태보 수태위의 관직과 식읍 3,000호 및 식실 250호를 하사받았다. 그리고 1122년(예종 17년) 음력 1월 3일 제안공(齊安公)으로 진봉되었다.
그러나 인종이 외척 이자겸의 힘을 기반으로 즉위하게 되면서, 이자겸이 조정의 막강한 권력자가 되었다. 이자겸은 자신의 반대파였던 한안인과 문공인 등의 일파를 차례차례 제거하기 시작하였고, 마침내는 왕서의 친형들인 대방공과 대원공을 역모를 꾀했다는 내용으로 무고하여 유배를 보내게 하였다. 이후 1128년(인종 6년) 이자겸은 몰락하였으나, 대방공은 유배지에서 이미 사망한 뒤였고, 이듬해인 1129년(인종 7년) 대원공만이 겨우 살아남아 개경으로 돌아올 수 있었다. 이렇게 친형들이 외척에 의해 유배를 가는 모습을 보면서, 왕서는 스스로 자신을 호위하는 군사들을 모두 물리기 시작했다. 또 자신에게 오는 손님들을 만나지 않고 집에서 나오지도 않았으며, 항상 술을 마시면서 스스로를 감추었다. 이러한 자위책 덕분에 왕서는 겨우 화를 면할 수 있었다.
이후 왕서는 1131년(인종 9년) 음력 2월 14일 사망하였다. 사후 그에게는 사절(思節)의 시호가 올려졌다.

### 후손
왕서는 아들 하나를 두었다. 아들의 이름은 왕장으로, 사공에 봉해졌다. 왕장은 평소 무뢰배와 같이 행동하고 활쏘기와 말타기를 좋아하였으며, 직장동정으로 있던 이귀수라는 자와는 술을 마시고 도박을 하며 격구를 자주 하였다고 한다. 또 인종의 아들 왕충희와도 자주 어울려 지내기도 하였다. 당시 왕충희는 흥왕사에 있었는데, 1155년(의종 9년) 음력 12월 이 절의 관구내시(管勾內侍) 박회준이 "두 사람의 속내를 추측할 수 없다."고 고변하는 바람에 의종은 왕장의 사공 벼슬을 삭탈하고 이귀수는 인주(지금의 충청남도 아산시)으로 유배를 보내버렸다. 왕장은 의종의 이러한 처사에 분개하다가 얼마 후 죽고 말았다.

## 가족 관계
- 조부 : 고려 제11대 문종(文宗, 1019년~1083년, 재위:1046년~1083년)
- 조모 : 인예왕후(仁睿王后, ?~1092년)
  - 백부 : 고려 제12대 순종(順宗, 1047년~1083년, 재위:1083년)
  - 백부 : 고려 제13대 선종(宣宗, 1049년~1094년, 재위:1083년~1094년)
    - 사촌 : 고려 제14대 헌종(獻宗, 1084년~1097년, 재위:1094년~1095년)

  - 아버지 : 고려 제15대 숙종(肅宗, 1054년~1105년, 재위:1095년~1105년)
- 외조부 : 유홍(柳洪, ?~1091년)
  - 어머니 : 명의왕후(明懿王后, ?~1112년)
    - 형 : 고려 제16대 예종(睿宗, 1079년~1122년, 재위:1105년~1122년)
      - 조카 : 고려 제17대 인종(仁宗, 1109년~1146년, 재위:1122년~1146년)

    - 형 : 상당후 왕필(上黨侯 王佖, ?~1099년)
    - 형 : 원명국사 징엄(圓明國師 澄儼, 1090년~1141년)
    - 형 : 대방공 왕보(帶方公 王俌, ?~1128년)
    - 형 : 대원공 왕효 (大原公 王侾, 1093년~ 1161년)
    - 동생 : 통의후 왕교(通義侯 王僑, 1097년~1119년)
    - 남매 : 대령궁주(大寧宮主, ?~1114년)
    - 남매 : 흥수궁주(興壽宮主, ?~1122년)
    - 남매 : 안수궁주(安壽宮主, 생몰년 미상)
    - 남매 : 복녕궁주(福寧宮主, 1096년~1133년)
    - 아내
      - 아들 : 왕장 (王璋, ?~1155년)